# Роналд Куман
Ро̀налд Ку̀ман (на нидерландски: Ronald Koeman) е нидерландски футболист, най-резултатният защитник в историята на футбола с 252 гола.  Той е европейски шампион с Нидерландия (1988), двукратен европейски клубен шампион с ПСВ Айндховен (1988) и Барселона (1992) и носител на Суперкупата на Европа (1992). Куман е единственият защитник в историята, който е ставал голмайстор на Шампионската лига.  През сезон 1993/94г той отбелязва 8 гола и разделя първото място с нападателя Уинтън Руфър от Вердер Бремен.  Като треньор от 1997 до 2021 г. е ръководил 11 отбора. Единственият треньор, водил 5 различни тима в Шампионската лига.

## Кариера
През 1980 г. Куман започва своята професионална кариера във ФК Грьонинген, където играе 3 години. Също по 3 сезона прекарва в Аякс и ПСВ Айндховен и се утвърждава като стабилен и много резултатен защитник. Известен е с прякора „момчето със страховития шут“. Най-дълго играе в Барселона, където за 6 години постига най-големите си успехи в екип със Стоичков и Ромарио. Завършва кариерата си във Фейенорд и така записва участие и в трите нидерландски гранда.
Роналд Куман е един от четиримата футболисти, отбелязвали попадение на два поредни финала на европейски клубни турнири: през 1991 г. за КНК срещу Манчестър Юнайтед (1:2) и 1992 г. за КЕШ от пряк свободен удар 1:0 срещу Сампдория. В своята кариера вкарва редица изключително зрелищни голове от огромна дистанция. Играта му е твърда и безкомпромисна, като често влиза в полезрението на съдиите заради суровото си отношение към противниковите нападатели.
Изиграл е всичко 763 мача на клубно и национално ниво, в които е отбелязал рекордните за защитник 252 гола.

## Успехи

### Като футболист

#### Клубни
Аякс
- Шампион на Нидерландия (1): 1984/85
- Купа на Нидерландия (1): 1985/86

 ПСВ Айндховен
- Шампион на Нидерландия (3): 1986/87, 1987/88, 1988/89
- Купа на Нидерландия (2): 1987/88, 1988/89
- Купа на европейските шампиони (1): 1987/88

 Барселона
- Шампион на Испания (4): 1990/91, 1991/92, 1992/93, 1993/94
- Купа на Краля (1): 1989/90
- Суперкупа на Испания (3): 1991, 1992, 1994
- Купа на европейските шампиони (1): 1991/92
- Суперкупа на Европа (1): 1992

#### Национален отбор
Нидерландия
- Европейски шампион (1): 1988

#### Лични
- Футболист на годината в Нидерландия (2): 1987, 1988
- Включен в символичния отбор след резултатите от Европейското първенство според УЕФА: 1988

### Като треньор
Аякс
- Шампион на Нидерландия (2): 2001/02, 2003/04

- Купа на Нидерландия (1): 2001/02
- Турнир Йохан Кройф (1): 2002

 Бенфика
- Суперкупа на Португалия (1): 2005

 ПСВ Айндховен
- Шампион на Нидерландия (1): 2006/07

 Валенсия
- Купа на Краля (1): 2007/08

 АЗ Алкмар
- Турнир Йохан Кройф (1): 2009 [5]

## Семейство
Роналд Куман е син на футболиста Мартин Куман. По-големият му брат Ервин Куман е играл в същия национален футболен отбор, европейски шампион през 1988 г., а през 2017 г. е негов помощник-треньор в Евертън. Роналд Куман е женен за Бартина Куман и имат три деца.